# Calytrix purpurea
Calytrix purpurea är en myrtenväxtart som först beskrevs av Ferdinand von Mueller, och fick sitt nu gällande namn av Lyndley Alan Craven. Calytrix purpurea ingår i släktet Calytrix och familjen myrtenväxter. Inga underarter finns listade i Catalogue of Life.